# Anna Faris
Anna Kay Faris (Baltimore, Maryland, EUA, 29 de novembre de 1976) és una actriu americana coneguda pels films The Hot Chick, Lost in Translation, i la sèrie de Scary Movie.

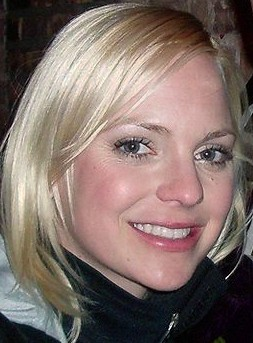
Anna Faris (2007)

## Biografia
Anna Faris, té ascendència escocesa, irlandesa i alemanya va créixer a Edmonds (Washington), al nord de Seattle. Els seus pares la van animar a desenvolupar la seva carrera com a actriu, i van permetre que debutés a l'edat de 9 anys al Seattle Repertory Theater. Després d'anar a l'Edmonds Woodway High School, va estudiar literatura anglesa a la Universitat de Washington i es va traslladar durant un període a Londres.
La seva primera aparició d'importància va ser a Lovers Lane (1999). El seu paper més popular va ser la paròdia de les pel·lícules de comèdia a Scary Movie (2000) i a la comèdia The Hot Chick (2003).
L'any 2004, va contraure matrimoni amb l'actor Ben Indra, a qui havia conegut durant el rodatge de Lovers Lane i amb qui mantenia una relació sentimental des de 1999. Va sol·licitar el divorci el 3 d'abril de 2007.
Faris va anunciar la seva relació amb l'actor Chris Pratt el 29 de gener de 2009. La parella es va casar el 20 de juny de 2009 a Hawaii. Al maig de 2012, la parella va anunciar que estaven esperant el seu primer fill. El 25 d'agost de 2012 va néixer el seu fill, anomenat Jack. El 6 d'agost de 2017 Chris Pratt va anunciar a través de la seva pàgina oficial de Facebook la seva separació amb l'actriu després de vuit anys de matrimoni.

## Filmografia
- Eden (1996) ... Dithy
- Lovers Lane (1999) ... Janelle
- Scary Movie (2000) ... Cindy Campbell
- Scary Movie 2 (2001) ... Cindy Campbell
- The Hot Chick (2002) ... April
- May (2002) ... Polly
- Sheer Bliss (2002) ... Justine
- Lost in Translation (2003) ... Kelly
- Scary Movie 3 (2003) ... Cindy Campbell
- Friends (2004) ... Erica (TV)
- Just Friends (2005) ... Samantha James
- Brokeback Mountain (2005) ... LaShawn Malone
- Southern Belles (2005) ... Belle
- Waiting... (2005) ... Serena
- Mama's Boy (2006)
- My Super Ex-Girlfriend (2006) ... Hannah
- Scary Movie 4 (2006) ... Cindy Campbell
- Guilty Hearts. (2006)
- Smiley Face (2007)
- Mama's Boy (2007)
- Una conilleta al campus (2008)
- The Spleenectomy (2008)
- Frequently Asked Questions About Time Travel (2009)
- Observe and Report (2009)
- Pluja de mandonguilles (Cloudy with a Chance of Meatballs) (2009)
- Alvin i els esquirols 2 (Alvin and the Chipmunks: The Squeakquel) (2009)
- Yogi Bear (2010)
- Take Me Home Tonight (2011) ... Wendy Franklin
- What's Your Number? (2011)
- Alvin i els esquirols 3 (Alvin and the Chipmunks: Chipwrecked) (2011)
- The Dictator (2012)
- Mom (2013) (TV)
- Movie 43 (2013)
- I Give It a Year (2013)
- Cloudy with a Chance of Meatballs 2 (2013)
- 22 Jump Street (2014)
- Alvin and the Chipmunks: The Road Chip (2015)
- Keanu (2016)
- The Emoji Movie (2016)
- Jailbreak  (2017)
- Overboard (2018)